# Avena volgensis
Avena volgensis là một loài thực vật có hoa trong họ Hòa thảo. Loài này được (Vavilov) Nevski mô tả khoa học đầu tiên năm 1934.